# Ghast
I ghast sono una razza di creature mostruose partorite dalla fantasia dello scrittore Howard Phillips Lovecraft. Questi esseri popolano una dimensione vicina al Mondo dei Sogni, uno dei luoghi immaginari dell'universo lovecraftiano. 

## Descrizione fisica
Sono molto più grandi di un uomo robusto e hanno un muso sprovvisto di naso che ricorda vagamente il volto di un essere umano. La loro pelle è ruvida e nodosa e i loro  cinque sensi sono sviluppatissimi; infatti, possono vedere al buio e hanno un olfatto potentissimo. Si muovono saltellando su zampe simili a quelle dei canguri, ma dotate di zoccoli.

## Altre informazioni
I ghast sono forti, agili e veloci e amano vivere nella più completa oscurità, in quanto non tollerano la luce naturale e anche una breve esposizione al sole può ucciderli. Tuttavia, la pallida luce presente nel loro mondo non sembra arrecargli grossi danni.
I ghast sono aggressivi e carnivori, e spesso cacciano in branco; in assenza di prede, si dedicano senza problemi al cannibalismo. Principalmente danno la caccia ai gug, ma non si fanno scrupoli ad uccidere e nutrirsi di altre creature della loro dimensione. Gli attacchi dei ghast sono particolarmente selvaggi e cruenti, in quanto fanno letteralmente a pezzi le loro vittime con le loro mandibole, le zampe e gli zoccoli.